# Palacio de la Música (Torrevieja)
El Palacio de la Música de Torrevieja es un edificio dedicado a la música ubicado en Torrevieja. Alberga el Conservatorio Municipal de Música y es la sede de la Unión Musical Torrevejense.

## Historia
La ubicación del Palacio ha estado desde hace mucho tiempo relacionada con la música, ya que es la de la antigua casa de Antonio Gil Lucco, antiguo director de la Unión Musical Torrevejense. Pasó después a albergar la sede de la misma hasta que, a comienzo de los años 90 del siglo XX se acometió, tras su entrega al Ayuntamiento de Torrevieja, la construcción del actual Palacio de la Música, su sede actual.
El edificio es obra de los arquitectos Alberto Velázquez y José Domínguez Rozas y se inauguró el 20 de mayo de 1999.
La arquitectura y la decoración del Palacio, tanto en su interior como en su fachada, evocan las formas y materiales de los instrumentos y otros elementos musicales.
En su mitad inferior, el edificio envuelve el auditorio y, debajo, en el semisótano, con puerta directa a la calle, existe un ambigú.
El auditorio, además de frecuentes recitales, sirve de sede para otros actos.
La arquitectura interior conserva el espíritu de la fachada: madera y metal, como las secciones de la orquesta. La decoración gira en torno a temas musicales, con instrumentos reales expuestos y un gran mural alegórico, mientras que los peldaños de la escalera recuerdan las teclas de un piano y el pasamanos, de formas curvas, evoca la escritura musical.

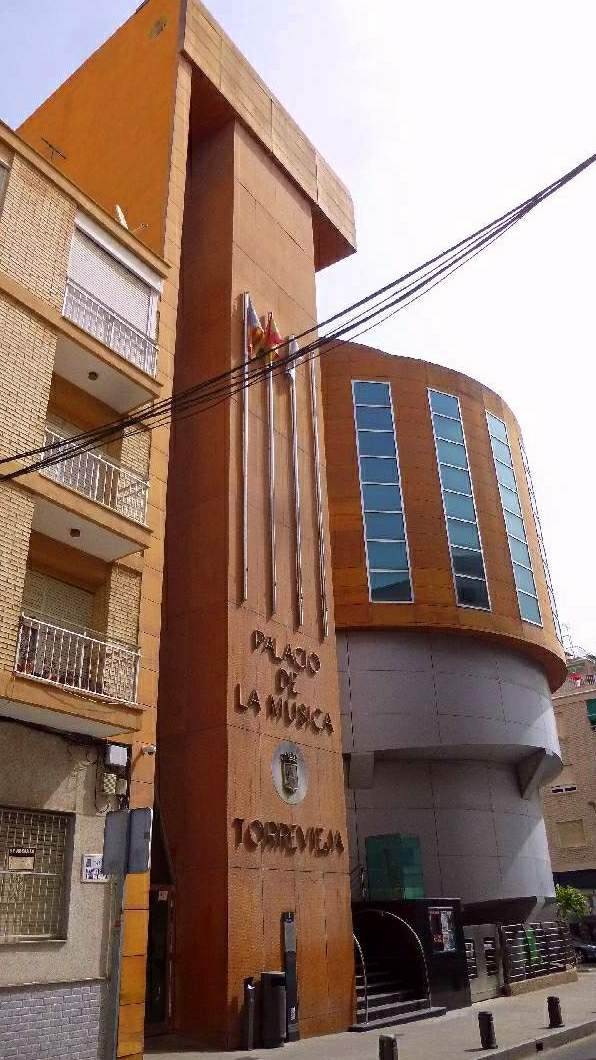
Vista lateral del Palacio
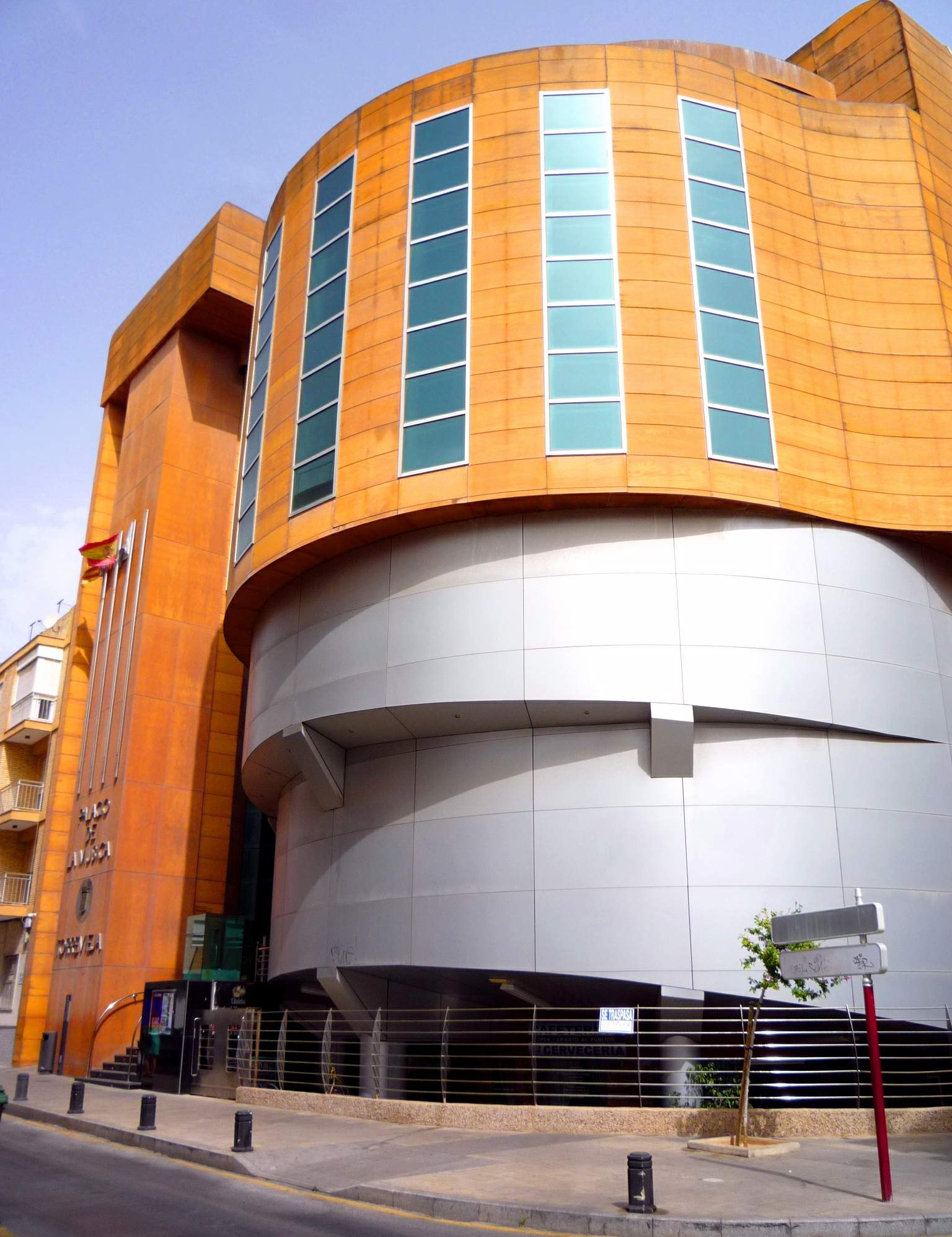
Palacio de la Música y ambigú

## Otros proyectos
- Wikimedia Commons alberga una galería multimedia sobre Palacio de la Música.

- Datos: Q95686611
- Multimedia: Conservatorio Francisco Casanovas y Palacio de la Música / Q95686611